# Elecciones estatales extraordinarias de San Luis Potosí de 1993
Las elecciones estatales extraordinarias de San Luis Potosí de 1993 se llevó a cabo el domingo 18 de abril de 1993, y en ellas se renovaron los cargos de elección popular del estado mexicano de San Luis Potosí:
- Gobernador de San Luis Potosí. Titular del Poder Ejecutivo, electo de forma extraordinaria por 4 años para concluir el periodo constitucional de 1991 a 1997. El candidato electo fue Horacio Sánchez Unzueta.
- 13 Diputados al Congreso. Electos por una mayoría local de los distritos electorales.

## Resultados

### Gubernatura
|  | 19.83 % |

|  | 64.92 % |

|  | 0.47 % |

|  | 2.48 % |

|  | 0.39 % |

|  | 1.09 % |

|  | 7.45 % |

|  | 2.74 % |

|  | 38.80 % |

|  | 61.20 % |